# Fødevarestyrelsen
Fødevarestyrelsen er en styrelse under Ministeriet for Fødevarer, Landbrug og Fiskeri, som har til ansvar at føre tilsyn og kontrol med fødevarer og veterinære forhold. Styrelsen har cirka 1.715 ansatte.
Hovedkontoret, som tager sig af udvikling, koordinering og regeldannelse på veterinær- og fødevareområdet, har til huse i Glostrup ved København. Her arbejder cirka 500 ansatte. Kødkontrollen, der fører tilsyn med slagterierne, har cirka 560 ansatte. Fødevareregion Øst og Fødevareregion Vest med hhv. 330 og 390 ansatte tager sig af kontrol og tilsyn, samt lokal information og rådgivning til forbrugere, landmænd, virksomheder og dyrlæger. 
Fødevarestyrelsen er nok mest kendt i den brede befolkning som ansvarlig for uddeling af smileyer til forhandlere af fødevarer. De står også bag forbrugerkampagner som "Nøglehulsmærket" og "Mad med mindre kemi". Det er desuden også Fødevarestyrelsen, der i samarbejde med DTU Fødevareinstituttet udarbejder  de officielle kostråd.

## Certificering og kontrol
Fødevarestyrelsen har ansvar for en række statslige certificeringer, veterinær- og fødevare-kontrolordninger og administrerer de statslige regler på området. Velkendte eksempler:
- Smiley-ordningen
- Ø-mærket, kontrol og administration deles med Landbrugsstyrelsen på visse områder
- Det Økologiske Spisemærke (bronze, sølv og guld)